# La Salut (Sant Feliu de Pallerols)
El Santuari de la Salut està situat al municipi de Sant Feliu de Pallerols, a la carretera que a principis del Segle XX va remplaçar el Camí Ral de Vic a Olot (Ctra. C-153 km. 40 trencall del zig-zag), a la comarca de la Garrotxa. Forma una entitat de població d'aquest municipi per bé que no hi ha cap habitant censat.

## Descripció

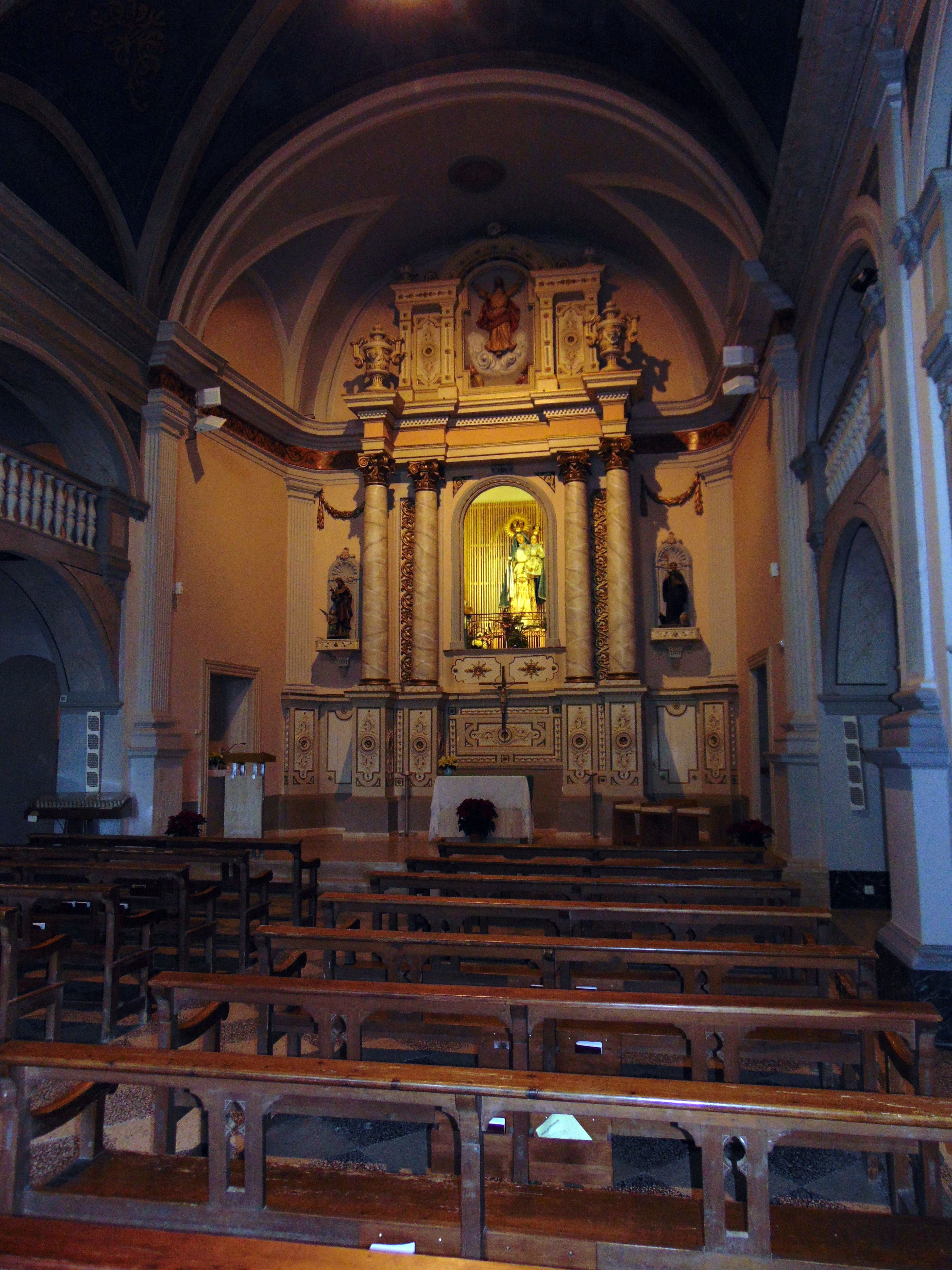
Interior del Santuari

Edifici religiós. La façana principal és de pedra amb cantoneres arrodonides. Presenta un petit rosetó i la porta d'entrada és d'estil neoclàssic. La planta és rectangular i té un campanar adossat a la part esquerra; també és de pedra treballada i cantonades arrodonides i s'hi conserva una campana de ferro. A banda i banda hi ha dos cossos adossats. Una balma que conté una font s'uneix a l'edifici formant una lliça per on passava l'antic camí de Vic a Sant Feliu.

## Història
Les primeres notícies es remunten a principis del segle xvii en què Joan Carbonés, d'un mas proper, col·locà una imatge de la Verge del Rosari a la balma anomenada de "Roc de Claperols".
El mateix Joan Carbonés, animat per la devoció despertada hi edificà una petita capella l'any 1642.
Aquest santuari fou aixecat per demanar a la Mare de Déu que alliberés els pobles veïns de les terribles tempestes que allí es desencadenaven i feien malbé les collites dels pagesos. Així ho indica una estrofa dels goigs: "Aquesta Vall deplorava / abans molta tempestat; / d'ençà que hi sou venerada, / parà tal calamitat..."

L'església anà prosperant fins que el 9 de juliol de 1809 fou escenari d'una violenta contesa entre les forces del Baró d'Eroles i el general francès Lamarque. Així ho narra Mn. Isidre Matabosch, antic rector de Sant Feliu de Pallerols, al llibre "Ressenya històrica del santuari de la Font de la Salut":
La nit del 24 al 25 d'abril de l'any 1809 una nombrosa divisió de francesos que venia de la part de Vic hi passà la nit, ferint l'ermità que fugia, i que pocs dies després morí de resultes de la ferida, cometent-hi moltes altres profanacions, respectant, però, la imatge de Maria Santíssima, que després fou baixada a l'església parroquial.

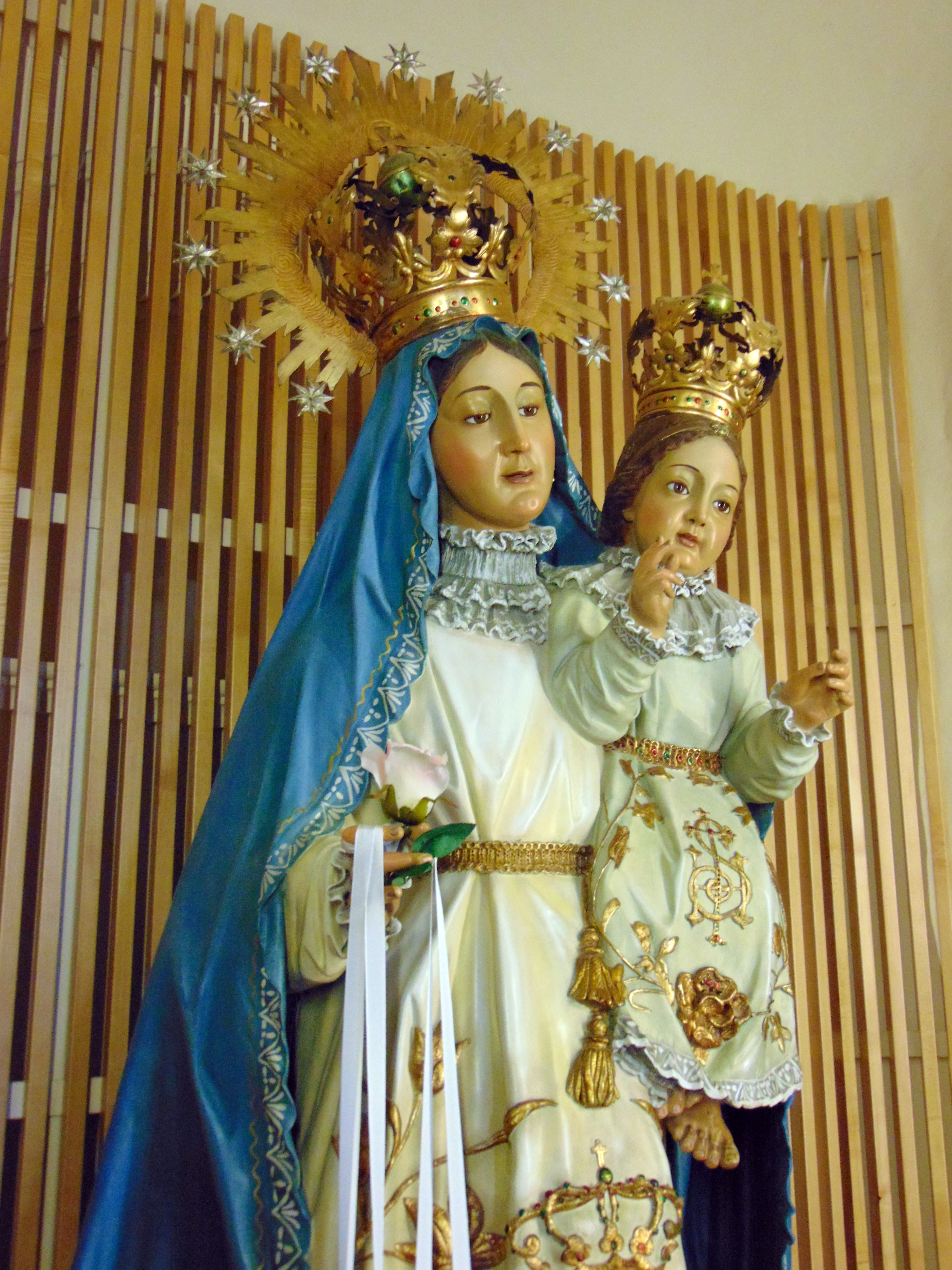
Imatge nova de la Mare de Déu de la Font de la Salut

Al llarg del segle xix es van fer diversos treballs: pels anys 1832 i 1847 l'hostatgeria s'amplià amb la creació de noves habitacions, el 1853 es va fer un nou i espaiós cambril i el 2 de maig de 1862, a causa de la gran afluència de devots, començaren les obres d'engrandiment de la capella amb la benedicció de la primera pedra.
El 21 de maig de 1857 es va substituir la primitiva imatge per una altra de mides més grans, a fi d'adaptar-la al nou cambril. Durant la 
Guerra Civil va ser destrossada i la que actualment es venera n'és una còpia. És de guix i fou posada l'any 1939. La Mare de Déu està dempeus i sosté el Fill amb l'esquerre. Aquest, beneeix amb la dreta i amb l'altra mà porta un ram de flors. La primitiva imatge la guarda el rector del santuari i no té cap similitud amb l'esmentada anteriorment. La Verge també està dempeus, al braç esquerra porta el Nen, el qual beneeix amb la dreta i amb l'altra aguanta la bola del món. Moltes de les postals i estampes que es distribueixen de la Mare de Déu de la Salut són d'aquesta primera talla.
Un dels esdeveniments importants en la història del Santuari, és el gran romiatge que el poble de Sant Feliu de Pallerols celebrà el 1886. En aquella ocasió van oferir a la Mare de Déu un vestit en agraïment d'haver-los salvat del còlera, que ja s'havia estès a les cases més properes del terme parroquial.
El santuari es consolida a principis del segle XX per l'obertura de la carretera que el treia del seu aïllament.